# Banco (Mali)
Pour les articles homonymes, voir Banco.
Banco est une localité et une commune rurale du Mali, chef-lieu du cercle de Banco dans la région de Dioïla.

## Villages
La commune s'étend sur 32 localités relevées lors du recensement général de 2009. 
Les villages les plus peuplés sont :
- Banco (3 152 habitants) ;
- Koula (2 868 habitants) ;
- Kounabougou (1 963 habitants).